# Dehlorān (kommunhuvudort i Iran)
Dehlorān (persiska: دهلران, دِه لوران, دِه لُوان, Deh Lūrān, Deh Lovān) är en kommunhuvudort i Iran.   Den ligger i provinsen Ilam, i den västra delen av landet, 500 km sydväst om huvudstaden Teheran. Dehlorān ligger 224 meter över havet och antalet invånare är 46 002.
Terrängen runt Dehlorān är varierad.Runt Dehlorān är det glesbefolkat, med 10 invånare per kvadratkilometer. Dehlorān är det största samhället i trakten. Trakten runt Dehlorān är ofruktbar med lite eller ingen växtlighet.